# Palazzo Zacco
A Palazzo Zacco egykori nemesi palota Ragusában, Ragusa Superiore városrészben. A 18. század második felében építették Melfi di Sant’Antonio báró megbízásából. A következő évszázad végén a névadó Zacco család tulajdonába került. Az épület kétszintes. Leglátványosabb építészeti elemei az erkélyek, valamint az épület sarkán álló hatalmas faragott címer. Az erkélyeket kovácsoltvas korlátok díszítik, az erkélyajtókat pedig növénymotívumos faragványok. A faragványok továbbá groteszk maszkokat ábrázolnak, a barokkra jellemző motívumokat. Az oldalsó homlokzatát szintén három erkély díszíti.

## Külső hivatkozások
- Képek az épületről